# Real Sociedad Deportiva Alcalá
Maillots
Actualités
La Real Sociedad Deportiva Alcalá est un club de football espagnol basé à Alcalá de Henares.

## Historique
Le club compte à son actif 20 saisons en Segunda División B (troisième division). Il joue en Segunda División B de 1980 à 1986, puis de 1987 à 1991, puis lors de la saison 1992-1993, ensuite de 2001 à 2006, et enfin de 2009 à 2013.
Le club réalise sa meilleure performance en troisième division lors de la saison 2004/2005, où il se classe 4e du championnat (Groupe I), avec un total de 17 victoires, 12 matchs nuls et 9 défaites.

## Saisons
| Primera División      | 0  |
| Segunda División      | 0  |
| Segunda División B    | 20 |
| Tercera División      | 37 |
| Tercera División RFEF | 1  |